# Croton capitatus
Croton capitatus, im Englischen als Hogwort, Wollcroton oder Goatweed bekannt, ist eine Pflanzenart in der Familie der Wolfsmilchgewächse aus den mittleren bis östlichen USA.

## Beschreibung
Croton capitatus ist eine einjährige, krautige und bis über 100 Zentimeter hohe Pflanze. Die oberseits verzweigten, aufrechten Stängel sind dicht mit hellen bis bräunlichen Sternhaaren bedeckt, die der Pflanze ein weißliches Aussehen verleihen. Sie wächst in trockenen, offenen Gebieten, insbesondere auf sandigen und felsigen Böden.
Die wechselständigen, einfachen und gestielten Laubblätter sind eiförmig, -lanzettlich. Sie sind ganzrandig und spitz bis stumpf, sowie oft feinstachelspitzig, mit abgerundeter bis spitzer, gestutzter oder leicht herzförmiger Basis. Der bis 3 Zentimeter lange Blattstiel und die bis etwa 8 Zentimeter langen Blätter sind dicht mit wolligen Sternhaaren bedeckt. Es sind kleine Nebenblätter ausgebildet.
Croton capitatus ist einhäusig monözisch. Die achselständigen, gemischten, kurzen und sternhaarigen Blütenstände sind traubig. Die männlichen Blüten stehen im oberen Teil. Die kleinen, eingeschlechtlichen Blüten mit einfacher oder doppelter Blütenhülle sind kurz gestielt bis sitzend. Die Kronblätter der weiblichen Blüten fehlen. Bei den männlichen Blüten sind 5 Kelch- und 5 minimale, längliche, schmale, weißliche Kronblätter vorhanden, bei den weiblichen etwa 7–10 Kelchblätter. Die elliptischen Kelch- und die Kronblätter sind außen jeweils dicht mit Sternhaaren bedeckt. Bei den männlichen Blüten sind 7–10 oder mehr, freie Staubblätter vorhanden. Bei den weiblichen Blüten ist ein oberständiger, dreikammeriger und dicht behaarter Fruchtknoten mit drei kurzen, behaarten Griffeln mit jeweils 2–5 linealischen Narbenästen ausgebildet. Es sind Nektardrüsen vorhanden
Es werden kleine und meist dreisamige, rundliche, bis etwa 0,8–1 Zentimeter große, behaarte, gelappte Kapselfrüchte mit beständigem Kelch und Griffelresten gebildet. Die Kapseln öffnen sich explosiv und werfen die Samen einige Meter aus. Die 3–5 Millimeter langen, rotbraunen bis gräulichen Samen mit kleinem Elaiosom (Caruncula) sind ellipsoid bis rundlich und leicht abgeflacht.
Die Chromosomenzahl beträgt 2n = 20.
Die Pflanze enthält Crotonöl, ein starkes Abführmittel.

## In der Fiktion
Die britische Autorin J. K. Rowling hat die Hogwarts-Schule für Hexerei und Zauberei aus ihrer Harry-Potter-Buchreihe unbewusst nach dem Hogwort benannt. Erst nach der Veröffentlichung der Bücher, als eine Freundin sie daran erinnerte, die Pflanze viele Jahre zuvor in den Kew Gardens gesehen zu haben, spekulierte Rowling, dass der Name seitdem in ihrem Unterbewusstsein geblieben sei.